# Vườn quốc gia Los Glaciares
Vườn quốc gia Los Glaciares (Tây Ban Nha: Los Glaciares nghĩa là Các sông băng) là một vườn quốc gia ở tỉnh Santa Cruz, Patagonia của Argentina. Vườn quốc gia có diện tích 4459 km ². Năm 1981, vườn quốc gia này được công nhận là di sản thế giới của UNESCO.
Được lập vào năm 1937, đây là vườn quốc gia lớn thứ hai ở Argentina. Tên của nó đề cập đến các chỏm băng khổng lồ trong dãy núi Andes, là nguồn cung cấp nước cho 47 sông băng lớn, trong đó chỉ có 13 dòng chảy về phía Đại Tây Dương. Đây là các chỏm băng lớn nhất nằm ngoài Nam Cực và Greenland. Trong các phần khác của thế giới, sông băng bắt đầu ở độ cao ít nhất là 2.500 mét trên mực nước biển trung bình, nhưng ở vườn quốc gi này, do kích thước của các chỏm băng, các sông băng bắt đầu chỉ 1.500 m, trượt xuống đến 200 m AMSL, làm xói mòn bề mặt của vùng núi đỡ chúng.